# Epizootia

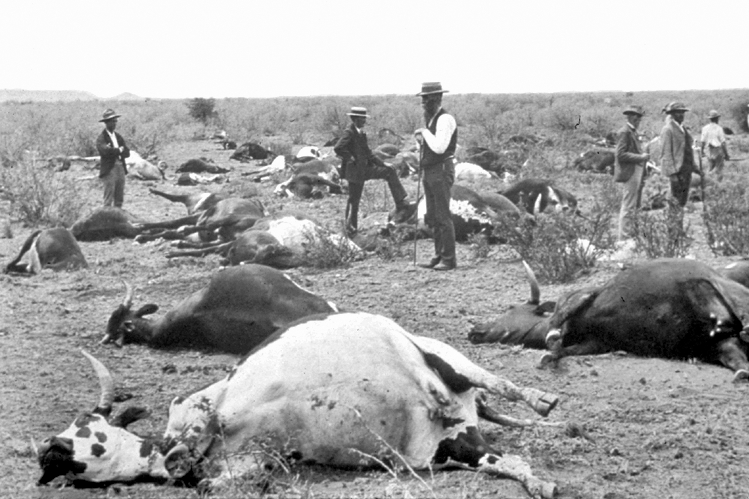
Efectos de la epizootia

En veterinaria, una epizootia (del griego "epi", por sobre, y "zoo", animal) es una enfermedad contagiosa que ataca a un número elevado e inusual de animales al mismo tiempo y lugar y se propaga con rapidez. Su término equivalente en medicina es epidemia. El término epizootia está cayendo gradualmente en desuso puesto que en la actualidad se prefiere el término epidemia.
El control de las epizootias lo lleva a cabo la Organización Mundial de la Sanidad Animal (anteriormente Oficina Internacional de las Epizootias (OIE)), creada en 1924 y con sede en París.